# 歌唱 (韩红)
歌唱是中国藏族歌手韩红在2002年10月发行的专辑。主要收錄西藏風格的歌曲，其中包括電影《天脈傳奇》的主題歌曲天涯。
所属语言：普通话
唱片公司：水晶唱片

## 曲目
1. 浪拉山情
2. 来吧
3. 这样的女人
4. 月亮
5. 一走了之
6. 茶马古道
7. 蓝
8. 天涯（藏文版） 电影《天脉传奇》国内创意主唱曲
9. 在何方 -- 记西子湖畔的想念
10. 歌唱2002

| 前任： 青藏高原 | '韩红的专辑' 10-2002 | 繼任： 喜玛拉雅 |